# Hydromanicus frater
Hydromanicus frater är en nattsländeart som beskrevs av Georg Ulmer 1926. Hydromanicus frater ingår i släktet Hydromanicus och familjen ryssjenattsländor. Inga underarter finns listade i Catalogue of Life.